# Auguste Belloc
Pour les articles homonymes, voir Belloc (homonymie).
Ne doit pas être confondu avec Jean-Hilaire Belloc ou Ernest J. Bellocq.
Auguste Belloc, né à Montrabé (Haute-Garonne) le 20 fructidor an XIII (7 septembre 1805) et mort le 6 janvier 1873 à Nogent-sur-Marne, est un peintre et un photographe français, connu pour ses photographies de nus érotiques.

## Biographie

### Jeunesse et famille
Auguste Joseph Belloc naît à Montrabé en 1805, d’Étienne Belloc, « homme de loy habitant de Toulouse sur son domaine à Montrabé », et de Louise Cramaussel, son épouse.
Il fait ses études au lycée Louis-le-Grand à Paris[réf. nécessaire].
En 1844, alors propriétaire allée Lafayette à Toulouse, il épouse Marie Céleste Leroux. En 1851, établi à Paris 5, boulevard Montmartre, le couple a un fils, baptisé Marie Georges Frédéric Gaston.

### Carrière
Auguste Belloc commence sa carrière à Toulouse, au 39, rue Lafayette, comme peintre de miniatures et aquarelliste,, mais il s'intéresse à la photographie dès 1845. Le 25 juin 1845, il expose dans les galeries du Capitole plusieurs portraits faits au daguerréotype.
En 1851, il s'installe comme peintre à Paris, 5, boulevard Montmartre, et devient membre de la toute nouvelle Société héliographique. Il s’intéresse  au nouveau procédé du collodion humide, inventé par Frederick Scott Archer, qu'il baptisera quant à lui « archérotypie ». En 1854, devenu professeur de photographie, Belloc publie à compte d'auteur son premier essai, intitulé Traité théorique et pratique du procédé au collodion en photographie. Désormais installé 16, rue de Lancry, il devient membre fondateur de la Société française de photographie, à laquelle il fait don de « cinq épreuves en passe-partout, sous verre. Études d’après nature », ainsi que de son deuxième essai, Les Quatre Branches de la photographie.
Quelques-uns de ses travaux sont montrés lors de l'Exposition universelle de 1855. En 1856, il dépose, sous le nom d'Armand Pierre Joseph Auguste Belloc, un brevet d'invention de 15 ans pour une « presse dite châssis Belloc, destinée à la production des épreuves positives ».
En 1868, paraît le dernier essai d'Auguste Belloc, consacré à la retouche photographique. Cette même année, son atelier est repris par le photographe Gaudenzio Marconi.
Parallèlement à cette carrière académique, Auguste Belloc réalise un grand nombre de photographies de nus. En 1860, la police en saisit cinq mille à son domicile. Celles-ci sont pour la plupart dispersées ou perdues, mais en 1866, celles qui restent sont déposées à la Bibliothèque impériale, où d'autres disparaissent encore : seules subsistent aujourd'hui vingt-quatre vues stéréoscopiques dans l'Enfer de la Bibliothèque nationale de France.

## Publications
- Traité théorique et pratique du procédé au collodion en photographie, Paris, 1854[9]
- Les Quatre Branches de la photographie. Traité complet théorique et pratique des procédés de Daguerre, Talbot, Niepce de Saint-Victor et Archer, précédé des annales de la photographie et suivi d'éléments de chimie et d'optique appliqués à cet art, Paris, [Auguste Belloc], 1855 (Lire en ligne)
- Causeries photographiques, 1861 ()
- Traité d'un nouveau système de couleurs pour colorier les épreuves albuminées : traité de photographie opératoire, Paris, Leiber, 1866 (Lire en ligne)
- Le Retoucheur, traité complet de la photographie, de la retouche, du coloris des épreuves albuminées par les couleurs et le système, 1868 ()

## Collections
- L'Enfer de la Bibliothèque nationale de France conserve une partie de sa série érotique, considérée comme majeure dans l'histoire de la photographie.
- Archives municipales de Toulouse
- Musée d'art de Cleveland
- Société française de photographie[10]

## Galerie

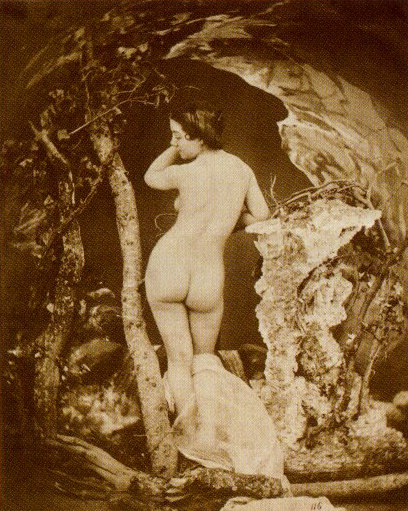
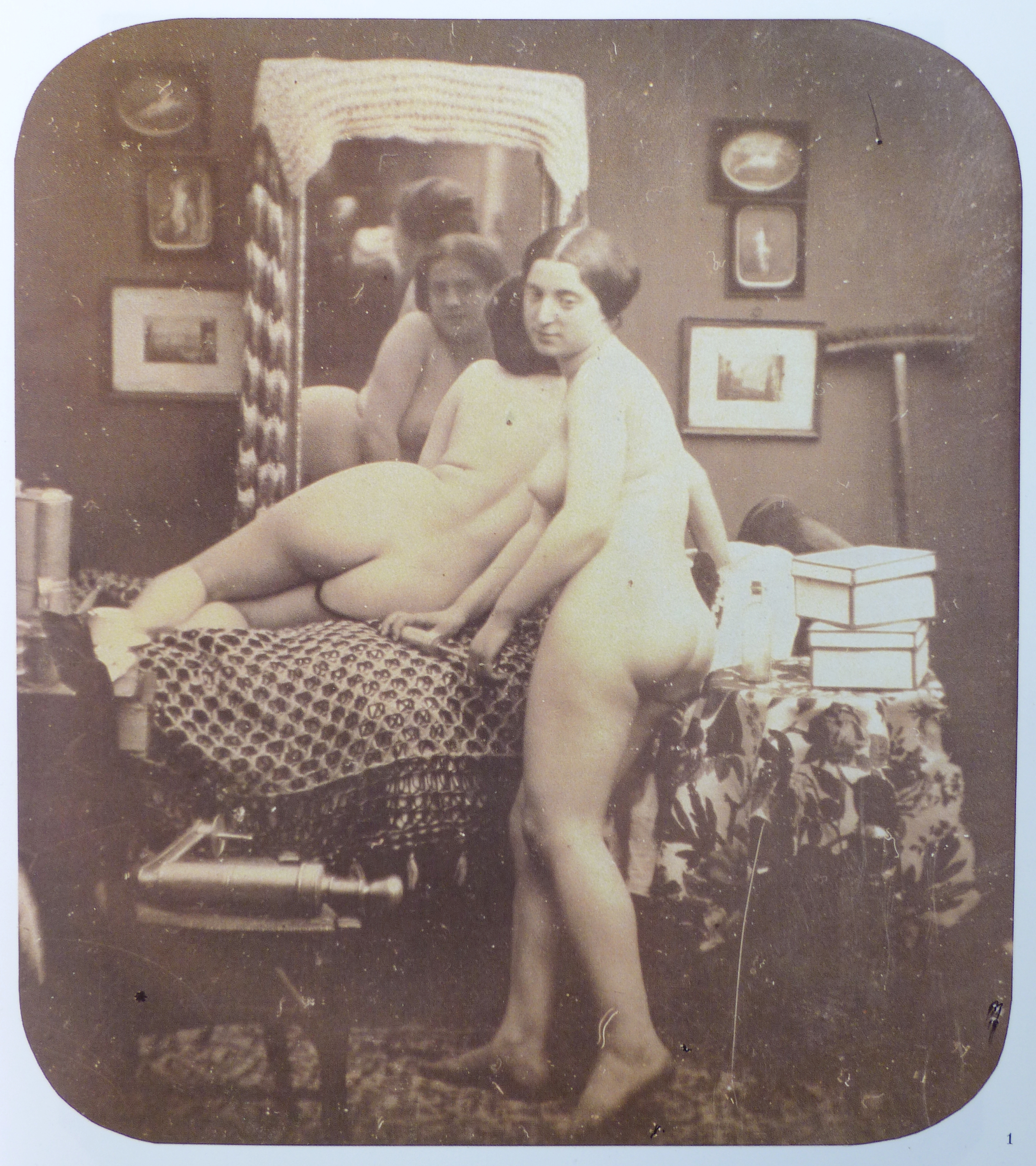
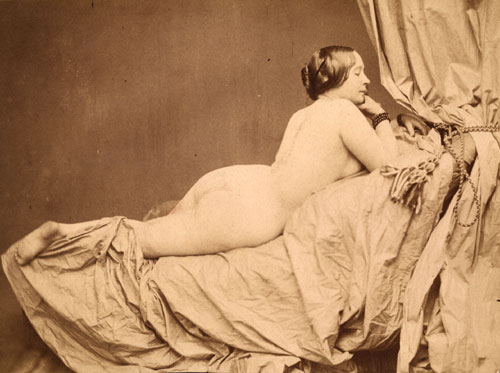
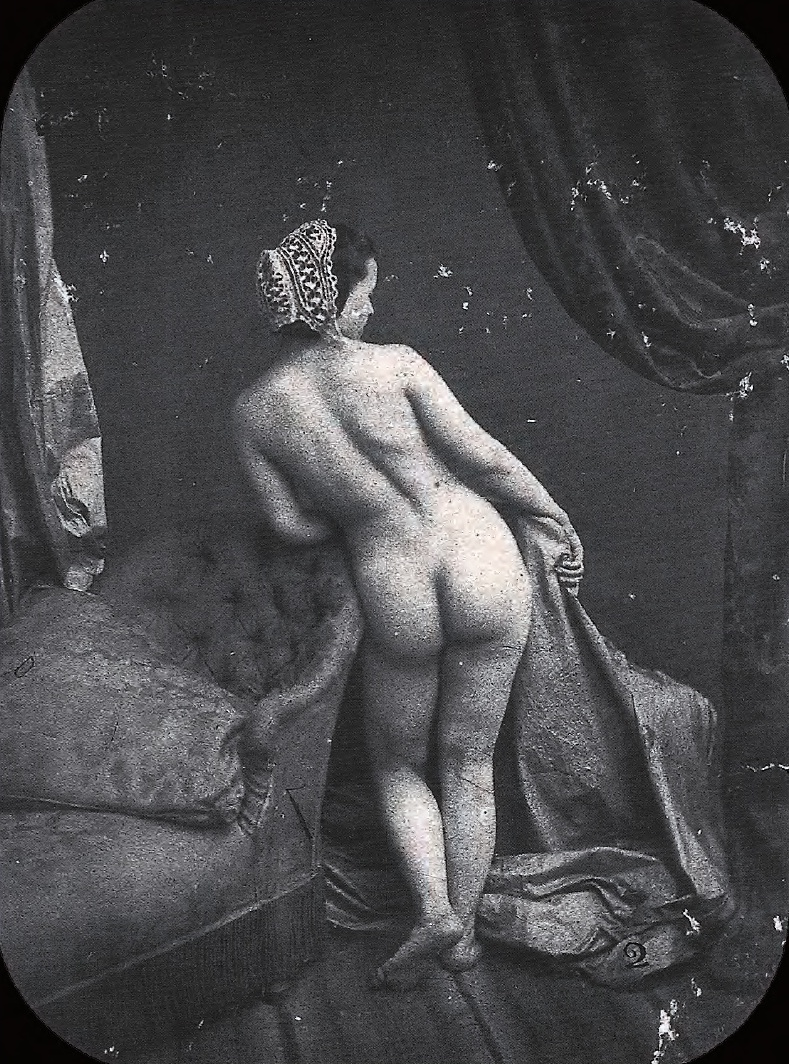
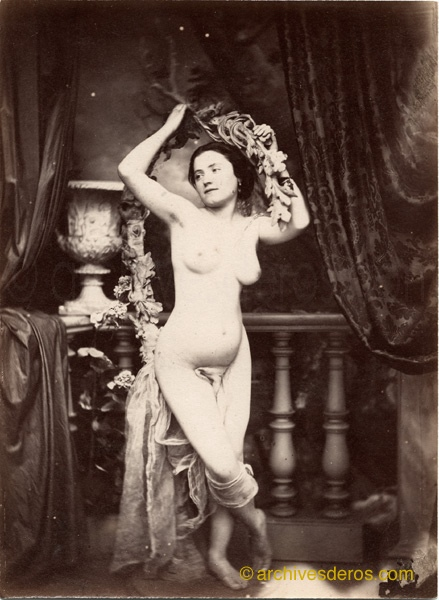

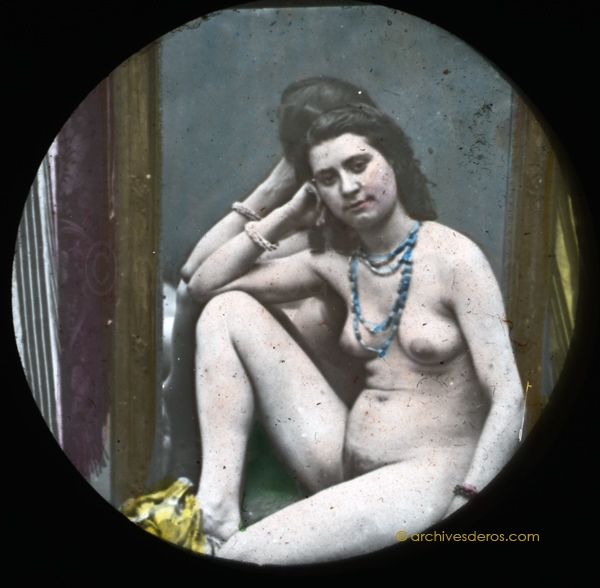
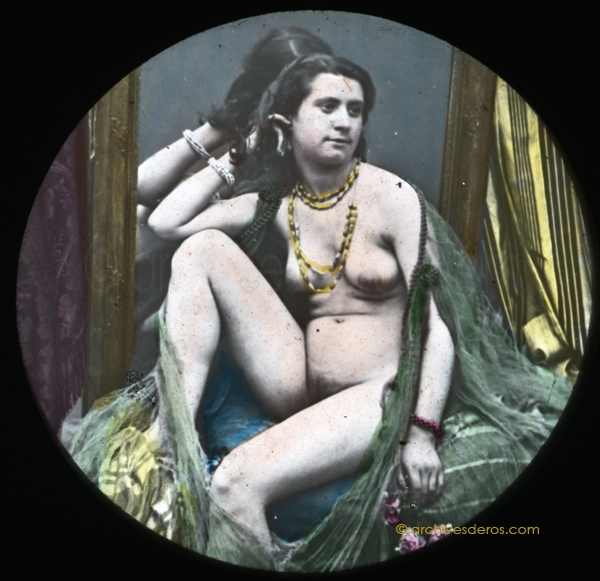
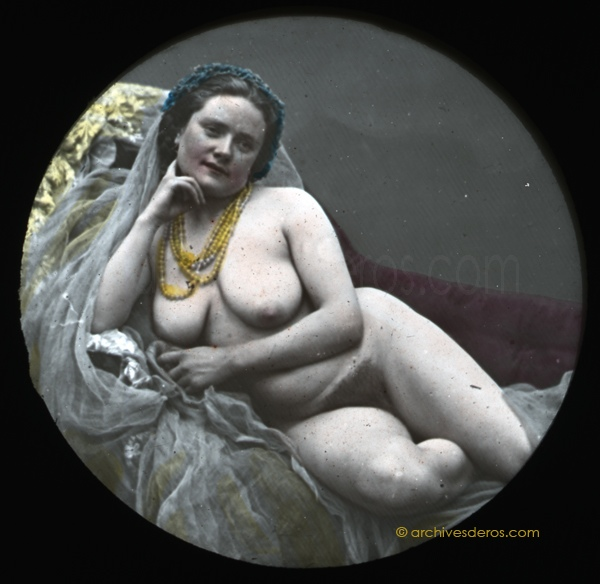
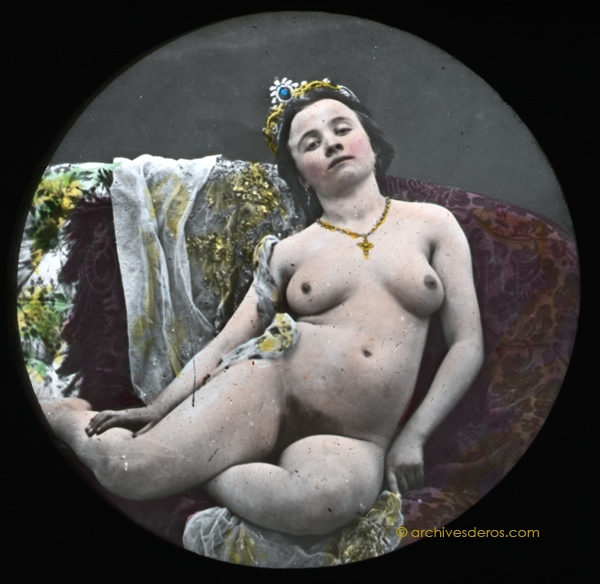
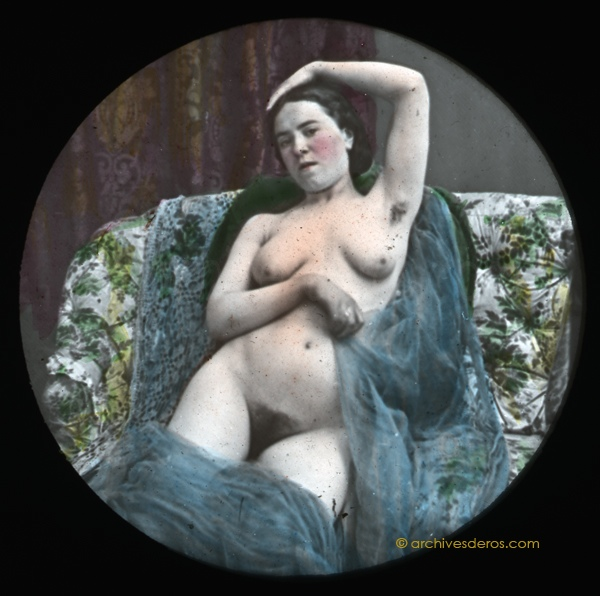

## Expositions
- 1845 : Exposition des produits des Beaux-Arts et de l'industrie à Toulouse : dans les galeries du Capitole le 25 juin 1845, Capitole, Toulouse[6]
- 1855 : Exposition universelle, Paris[12]
- 1849 : Exposition nationale des produits de l'agriculture et de l'industrie, Paris[7]
- 2004 : La Collection Ordóñez Falcón - Une passion partagée, Le Botanique, Bruxelles